# Lionel Washington
Lionel Washington (New Orleans, 21 ottobre 1960) è un ex giocatore di football americano e allenatore di football americano statunitense che ha militato nel ruolo di cornerback per quindici stagioni nella National Football League (NFL).

## Carriera da giocatore

### St. Louis Cardinals
Al draft NFL 1983 è stato selezionato come 103ª scelta dai St. Louis Cardinals. Con i Cardinals ha giocato 52 partite totalizzando 16 intercetti con un touchdown.

### Los Angeles Raiders
Con i Los Angeles Raiders giocò 8 intere stagioni facendo 17 intercetti con 2 touchdown.

### Denver Broncos
Giocò 2 stagioni per un totale di 30 partite con all'attivo 2 intercetti con i Denver Broncos.

### Oakland Raiders
Ha concluso la sua carriera ritornado ai Raiders, nel frattempo ritornati a Oakland.

## Carriera da allenatore
Stagioni: dalla 1999 alla 2008
Ha iniziato con i Green Bay Packers come assistente dell'allenatore dei defensive back.
Dalla stagione 2009 alla 2010
Il 20 gennaio 2009 ha firmato con gli Oakland Raiders come allenatore dei defensive back. Terminata la stagione 2010 non gli è stato rinnovato il contratto.

### Statistiche nella stagione regolare
NB: Le partite da titolare non venivano registrate come statistiche fino alla stagione 1990 compresa, mentre i tackle non venivano registrati come statistiche fino alla stagione 2000 compresa.
Legenda: PG=Partite giocate PT=Partite da titolare TT=Tackle T=Tackle TA=Tackle assistito S=Sack I=Intercetti YI=Yard su intercetto TI=Touchdown su intercetto KO=kickoff ritornati YK=Yard su kick off FR=fumble recuperato YF=Yard su fumble.
| Stagione | Squadra             | PG | PT | TT | T | TA | S | I  | YI | TI | KO | YK | FR | YF |
| -------- | ------------------- | -- | -- | -- | - | -- | - | -- | -- | -- | -- | -- | -- | -- |
| 1983     | St. Louis Cardinals | 16 | 0  | 0  | 0 | 0  | 0 | 8  | 92 | 0  | 0  | 0  | 0  | 0  |
| 1984     | St. Louis Cardinals | 15 | 0  | 0  | 0 | 0  | 0 | 5  | 42 | 0  | 0  | 0  | 0  | 0  |
| 1985     | St. Louis Cardinals | 5  | 0  | 0  | 0 | 0  | 0 | 1  | 48 | 1  | 0  | 0  | 0  | 0  |
| 1986     | St. Louis Cardinals | 16 | 0  | 0  | 0 | 0  | 2 | 19 | 0  | 0  | 0  | 0  | 0  | 0  |
| 1987     | L.A. Raiders        | 11 | 0  | 0  | 0 | 0  | 0 | 0  | 0  | 0  | 0  | 0  | 0  | 0  |
| 1988     | L.A. Raiders        | 12 | 0  | 0  | 0 | 0  | 0 | 1  | 0  | 0  | 0  | 0  | 0  | 0  |
| 1989     | L.A. Raiders        | 16 | 0  | 0  | 0 | 0  | 0 | 3  | 46 | 1  | 0  | 0  | 0  | 0  |
| 1990     | L.A. Raiders        | 15 | 0  | 0  | 0 | 0  | 0 | 1  | 2  | 0  | 0  | 0  | 0  | 0  |
| 1991     | L.A. Raiders        | 16 | 16 | 0  | 0 | 0  | 0 | 5  | 22 | 0  | 0  | 0  | 0  | 0  |
| 1992     | L.A. Raiders        | 16 | 16 | 0  | 0 | 0  | 0 | 2  | 21 | 0  | 0  | 0  | 0  | 0  |
| 1993     | L.A. Raiders        | 16 | 16 | 0  | 0 | 0  | 1 | 2  | 0  | 0  | 0  | 0  | 0  | 0  |
| 1994     | L.A. Raiders        | 11 | 7  | 0  | 0 | 0  | 0 | 3  | 65 | 1  | 0  | 0  | 0  | 0  |
| 1995     | Denver Broncos      | 16 | 16 | 0  | 0 | 0  | 0 | 3  | 70 | 0  | 0  | 0  | 1  | 38 |
| 1996     | Denver Broncos      | 14 | 12 | 0  | 0 | 0  | 0 | 2  | 17 | 0  | 0  | 0  | 0  | 0  |
| 1997     | Oakland Raiders     | 9  | 3  | 0  | 0 | 0  | 0 | 2  | 44 | 1  | 0  | 0  | 0  | 0  |